# めざせっエロ漫画家 〜わたし処女ですけど!?〜
『めざせっエロ漫画家 〜わたし処女ですけど!?〜』（めざせっエロまんがか わたししょじょですけど）は、日本のアダルトゲームブランド・スワンが2011年8月26日に発売した18禁アドベンチャーゲーム。

## 概要
有限会社アセンドアイの低価格ブランド・スワンの第14作。同ブランドとしては、2011年4月に発売されたファンディスク『孕ら☆パラっ!! 〜スワン中出しパラダイス〜』を別にすれば『桃色調教 〜めざせHなお嬢様〜』以来、1年9ヶ月ぶりの完全新作となる。
本編中では、ヒロインが描いたマンガの作風により4コマ漫画の「破片」が手に入る場合があり、この「破片」を繋ぎ合わせて完成した4コマ漫画もCGやシーンと同様にエクストラモードで観賞することが可能である。

## ストーリー
桂木佑の幼馴染みである藤咲まふゆは「白雪」というペンネームでエロ漫画家としてデビューした。しかし、まふゆ自身は処女で性体験が皆無の為にネタ出しで早々と行き詰まってしまい、止むに止まれず身近な男性である佑に助けを求め、ネタ出しの為に佑とまふゆは2人で協力しながら様々な実技に挑むことになってしまう。

## 登場人物
桂木 佑（かつらぎ ゆう）
主人公。幼馴染みのまふゆとは特に恋愛関係ではなかったが、まふゆがエロ漫画家としてデビューした後にネタ出しへの協力を懇願され、様々なプレイを実践することになってしまう。
藤咲 まふゆ（ふじさき まふゆ）
ヒロイン。スリーサイズはB 83 / W 59 / H 79。普段は冴えないファッションの眼鏡っ娘だが眼鏡を外すと美人。ペンネーム白雪（しらゆき）の名でエロ漫画家としてデビューしたものの、本人は性体験が全く無い処女の為にネタ出しで行き詰ってしまい、ネタ出しの為に実技を手伝って欲しいと佑に協力を求める。

## スタッフ
- シナリオ 月待兎[1]
- 原画 文月紫[1]
- 音楽 arp